# La Tragédie d'Hamlet

La Tragédie d'Hamlet est une version filmée de la mise en scène du Hamlet de William Shakespeare par Peter Brook  créée en 2001 au Théâtre des Bouffes du Nord à Paris.

## Synopsis
Hamlet, jeune prince du Danemark, découvre par une révélation du spectre de son père, que celui a été assassiné et que le meurtrier n'est autre que l'usurpateur du trône. Hamlet ne songe plus qu'à se venger de ce meurtre. À cela se mêle une intrigue amoureuse entre Hamlet et Ophélie, la fille de Polonius. 

## Fiche Technique
- Titre : La Tragédie d'Hamlet
- Réalisation : Peter Brook
- Adaptation : Peter Brook et Marie-Hélène Estienne
- Production : AGAT FILMS & CIE, ARTE France, BBC Worldwide, BBC, Nippon Hoso Kyokai, Japan Broadcasting Corporation
- Son : François Waledish
- Image/Caméra : Ricardo Aronovich a.f.c
- Montage : Nicolas Gaster g.b.f.e
- Scénographie : Ysabel de Maisonneuve assistée de Ulysse Ketseledis
- Durée : 132 min
- Date de sortie : 2002 à la télévision
- Langue : anglais

## Distribution
- Adrian Lester : Hamlet
- Jeffery Kissoon : le Roi/le spectre
- Natasha Parry : la Reine
- Bruce Myers : Polonius/le fossoyeur
- Scott Handy : Horatio
- Shantala Shivalingappa : Ophélie
- Rohan Siva : Guildenstern/Laertes
- Asil Raïs : Rosencrantz
- Yoshi Oida : le premier acteur
- Akram Khan : le deuxième acteur
- Nicolas Gaster : le prêtre
- Antonin Stahly : Osric
- Jérôme Grillon : le serviteur

## Autour de l'œuvre
- La Tragédie d'Hamlet retrace un cycle de violence basée sur la vengeance dans une dynamique d'éternel retour. Nous retrouvons le thème de la "violence au cœur des alliances" présent dans nombre de mythes, dont celui des Atrides.
- Peter Brook considère Hamlet comme une pièce inépuisable, ouverte à d'infinies variations selon les époques et les lieux.
- Cette œuvre de Peter Brook correspond aux partis pris esthétiques qu'il a développé dans son ouvrage L'Espace Vide.